# 耶稣的童年
《耶稣的童年》（英語：The Childhood of Jesus），是南非英語作家约翰·马克斯韦尔·库切的长篇小说。

## 内容
《耶稣的童年》虽然名字里有基督教人物“耶稣”，但是该长篇小说却不是写耶稣的，也不是写宗教的，而是叙述了男人“西蒙”带着孩子“大卫”寻找妈妈，最后和网球运动员“伊妮丝”组建家庭。
西蒙和大卫在船上相遇，大卫的妈妈遗失了他，而他的身份证也丢失了，西蒙带着年仅5岁的男孩大卫在外国的一个名叫“诺维拉安置中心”歇脚，西蒙需要一个住所和一份工作他，他在帮助大卫寻找妈妈。
西蒙最终在码头上当搬运工挣钱吃饭，不过这里并不像大卫母亲来过。于是，西蒙决心帮大卫找一个新妈妈算了。
一次，西蒙和大卫在散步，遇到了网球运动员伊妮丝，他请求她当大卫的母亲，他们三人最终组成一个新家庭，在这个国度，开始了新的生活。

## 主题和风格
该长篇小说暗示了“人类迁徙”的行为，这深深来源于他的生活，因为库切也并非南非土著人，他是荷兰裔南非人，他必须融入南非社会。

## 译著
简体中文版本已经由翻译家文敏翻译。